# Hoàng Văn Lạc
Hoàng Văn Lạc (1927 – 2014), nguyên là một tướng lĩnh Bộ binh của Quân lực Việt Nam Cộng hòa, cấp bậc Thiếu tướng. Ông xuất thân từ một trường Võ bị Liên quân do Chính phủ Quốc gia Việt Nam được sự hỗ trợ của Quân đội Pháp mở ra ở Trung phần, với mục đích đào tạo sĩ quan người Việt phục vụ cho Quân đội Quốc gia trong Quân đội Liên hiệp Pháp. Thời gian tại ngũ, từ một sĩ quan cấp uý lên đến cấp tướng, ông đã đảm trách nhiều chức vụ từ nhỏ đến lớn trong nhiều lĩnh vực khác nhau, ở chức vụ nào ông cũng hoàn thành trách nhiệm của mình.

## Tiểu sử & Binh nghiệp
Ông sinh ngày 20 tháng 6 năm 1927 trong một gia đình có truyền thống quân nhân tại Nam Định, thuộc miền Bắc Việt Nam. Do có cha đang phục vụ trong Quân đội Thuộc địa Pháp, nên khi lên Trung học vào năm 1939, ông được nhập học trường Thiếu sinh quân Phủ Lạng Thương ở Đáp Cầu, Bắc Ninh. Năm 1945, ra trường với chứng chỉ tốt nghiệp tương đương văn bằng Tú tài bán phần (Part I). Sau đó ông được tuyển dụng làm công chức tại Nam Định một thời gian cho đến khi gia nhập quân đội.

### Quân đội Liên hiệp Pháp
Tháng 9 năm 1949, ông tình nguyện nhập ngũ vào Quân đội Liên hiệp Pháp, mang số quân: 43/300.299. Theo học khóa 2 Quang Trung ở trường Võ bị Huế, khai giảng ngày 25 tháng 9 năm 1949. Ngày 24 tháng 6 năm 1950 mãn khóa tốt nghiệp với cấp bậc Thiếu úy hiện dịch. Ra trường, ông được chọn về đơn vị Bộ binh giữ chức vụ Trung đội trưởng, rồi Đại đội trưởng của Tiểu đoàn 4 Việt Nam, đồn trú tại Hưng Yên.

### Quân đội Quốc gia Việt Nam
Giữa năm 1951, chuyển sang phục vụ Quân đội Quốc gia, ông được thăng cấp Trung úy và được cử vào chức vụ Trưởng phòng 3 Đệ tam Quân khu Bắc Việt. Đầu tháng 5 năm 1952, ông được thăng cấp Đại úy, chuyển trở lại đơn vị Bộ binh giữ chức vụ Tiểu đoàn trưởng Tiểu đoàn 53 Việt Nam tân lập tại Ninh Giang. Tháng 7 năm 1953, ông được thăng cấp Thiếu tá tại nhiệm. Tháng 4 năm 1954, ông được thăng cấp Trung tá và được chỉ định làm Trung đoàn trưởng Trung đoàn 52 kiêm Chỉ huy trưởng Khu chiến Hưng Yên thay thế Trung tá Đỗ Lộc

### Quân đội Việt Nam Cộng hòa
Tháng 4 năm 1955, ông chuyển sang giữ chức Trung đoàn trưởng trong Sư đoàn 31 Bộ binh (tiền thân của Sư đoàn 7 bộ binh sau này), tham gia chiến dịch tiếp thu Liên khu 5 Việt Minh (gồm các tỉnh Quảng Nam, Quảng Ngãi, Bình Định và Phú Yên) do Đại tá Lê Văn Kim làm Chỉ huy trưởng. Hai tháng sau, ông được về Bộ tư lệnh giữ chức vụ Tham mưu trưởng Sư đoàn thay thế Thiếu tá Nguyễn Vĩnh Nghi. Tháng 8 cùng năm, ông được bổ nhiệm làm Tư lệnh Sư đoàn 2 Khinh chiến tân lập tại Kontum. Cuối năm, ông được chuyển biên chế sang phục vụ cho Quân đội Việt Nam Cộng hòa (mới được đổi tên từ Quân đội Quốc gia).
Đầu năm 1957, ông được chuyển về Trung ương giữ chức vụ Tư lệnh Lữ đoàn Liên binh Phòng vệ Phủ Tổng thống. Đến tháng 3 năm 1958, ông được bổ nhiệm làm Tỉnh trưởng tỉnh Kiên Giang thay thế Thiếu tá Nhan Minh Trang. Đầu năm 1962, ông lại được chuyển về gần Trung ương, giữ chức vụ Đặc Ủy viên Trưởng An ninh Vùng 3 Chiến thuật và Biệt khu Thủ đô. Sang tháng 3, ông được kiêm nhiệm chức vụ Ủy viên Thường vụ Ủy ban Liên bộ Đặc trách Ấp chiến lược. Tháng 6 cùng năm, ông được thăng cấp Đại tá. Ngày lễ Quốc khánh 26 tháng 10 năm 1963, ông được cử làm Sĩ quan Tùy viên cho Tổng thống Ngô Đình Diệm. 
Sau cuộc đảo chính ngày 1 tháng 11 năm 1963. Do đã từng giữ chức vụ Tư lệnh đơn vị Phòng vệ Phủ Tổng thống và làm Sĩ quan Tuỳ viên cho Tổng thống Diệm, nên tạm thời bị đình chỉ nhiệm vụ liên quan đến những chức vụ chỉ huy trong quân đội. Thời gian này ông phục vụ ở Bộ Tổng Tham mưu với những chức vụ không quan trọng. Mãi đến tháng 3 năm 1965, sau khi tướng Nguyễn Khánh bị Hội đồng Lãnh đạo Quốc gia truất phế, ông mới được cử giữ chức vụ Tổng Giám đốc Tái thiết Nông thôn. Hạ tuần tháng 5 năm 1968, được chỉ định làm Thứ trưởng Xây dựng Nông thôn trong Nội các Thủ tướng Trần Văn Hương. Ngày Quân lực 19 tháng 6 cùng năm, ông được thăng cấp Chuẩn tướng tại nhiệm. Một năm sau cũng vào ngày Quân lực 19 tháng 6 năm 1969, ông được thăng cấp Thiếu tướng tại nhiệm. Trung tuần tháng 8 cùng năm, ông được trở lại quân đội và được cử làm Chỉ huy trưởng Quân trường Quang Trung thay thế Chuẩn tướng Lê Ngọc Triển đi làm Tư lệnh Sư đoàn 22 Bộ binh.
Đầu tháng 6 năm 1972, ông nhận lệnh bàn giao chức vụ Chỉ huy trưởng Quân trường Quang Trung lại cho Thiếu tướng Đoàn Văn Quảng. Ngay sau đó ông được chuyển ra miền Trung giữ chức vụ Tham mưu trưởng Bộ tư lệnh Tiền phương Quân đoàn I thay thế Chuẩn tướng Nguyễn Duy Hinh được bổ nhiệm làm Tư lệnh Sư đoàn 3 Bộ binh. Tháng 9 cùng năm, bàn giao chức vụ Tham mưu trưởng Tiền phương lại cho Đại tá Lê Ngọc Hy để giữ chức vụ Tư lệnh phó Lãnh thổ Quân khu 1.

## Sau 1975
Ngày 29 tháng 3, triệt thoái khỏi Quân khu 1. Trưa ngày 29 tháng 4 từ bến Bạch Đằng (Sài Gòn), ông di tản ra khơi trên tàu HQ-802 do Hải quân Trung tá Vũ Quốc Công làm Hạm trưởng. Sau đó ông được đi định cư tại Thành phố Houston thuộc Tiểu bang Texas, Hoa Kỳ.
Ngày 26 tháng 2 năm 2014, ông từ trần tại nơi định cư. Hưởng thọ 87 tuổi.

## Tác phẩm
- Nam Việt Nam 1954 – 1975 (Đồng tác giả với cựu Đại tá Hà Mai Việt)[8]

## Gia đình
- Phu nhân: Bà Hoàng Thị Mai

Ông bà có tất cả bốn người con.